# Neptis simbanga
Neptis simbanga är en fjärilsart som beskrevs av Hagen 1897. Neptis simbanga ingår i släktet Neptis och familjen praktfjärilar. Inga underarter finns listade i Catalogue of Life.